# ليزر ثنائي أكسيد الكربون

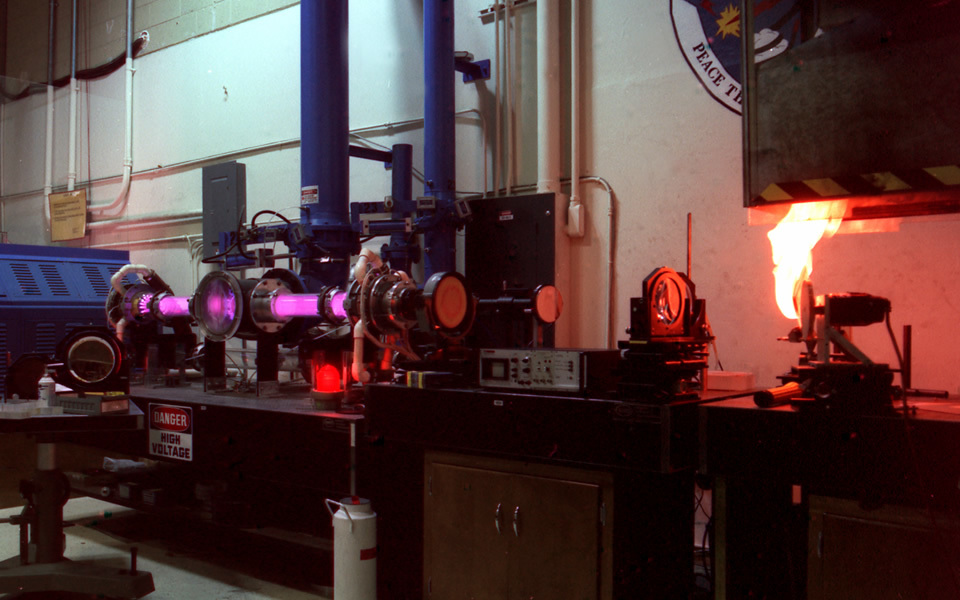
ليزر ثنائي أكسيد الكربون.

ليزر ثنائي أكسيد الكربون (ليزر-CO2) هو أحد أنظمة الليزر التي تعتمد على غاز ثنائي أكسيد الكربون في تشغيلها، وهو واحد من أوائل أجهزة ليزر الغاز التي تم تطويرها، وذلك في مختبرات بل سنة 1964.

## مبدأ العمل
تعد أجهزة ليزر ثنائي أكسيد الكربون أحد أقوى أجهزة الليزر التي تعمل على مبدأ الموجة المستمرة، وتتميز بأنها ذات فعالية عالية، وهي تعطي شعاع ليزر في مجال الأشعة تحت الحمراء، تكون فيه أطوال موجة الحزمة الرئيسية بين 9.4 و 10.6 ميكرومتر.
إن وسط الليزر الفعال عبارة عن جهاز تفريغ كهربائي في الغاز مبرّد بالهواء (وأحياناً بالماء). تحوي أنبوبة التفريغ على غاز ثنائي أكسيد الكربون (CO2) بنسبة 10-20%، وغاز النتروجين (N2) بنسبة 10-20% أيضاً، مع وجود نسبة نزيرة من الهيدروجين (H2) و/أو الزينون (Xe)، في حين أن النسبة الباقية تكون من غاز االهيليوم (He).
تقوم جزيئات N2 في جهاز الرنّان بالتهيّج نتيجة تطبيق دارة تردد مرتفع في الجهاز، وتنتقل الطاقة الاهتزازية إلى جزيئات ثنائي أكسيد الكربون، والتي بدورها تعطيها إلى جزيئات الهيليوم وتصدر الطاقة على شكل شعاع ليزر.

## اقرأ أيضاً
- ليزر الغاز
- ليزر نبضي
- ليزر ياقوتي